# Guerra Anastácia
A Guerra Anastácia ou Guerra Anastasiana foi travada entre 502 e 506 entre o Império Bizantino e o Império Sassânida. Provocada possivelmente devido à necessidade de Cavades I (r. 488–496; 499–531) de adquirir mais recursos para pagar suas dívidas, foi o primeiro grande conflito entre as duas potências desde 440 e foi o prelúdio para uma longa série de destrutivos conflitos entre os dois impérios. Envolveu inúmeros confrontos importantes, dos quais os mais célebres são os cercos de Amida. Embora tenha sido finalizada de maneira inconclusiva, um dos principais resultados foi a reconstrução das fortalezas bizantinas de Edessa, Batna e Amida, bem como a construção, na vila de Dara, de uma fortaleza que, além de tornar-se um dos mais importantes entrepostos bizantinos ao longo do século VI, foi motivo de novos confrontos entre ambas as potências.

## Prelúdio
Diversos fatores estão por trás do fim do mais longo período de paz entre os bizantinos e os sassânidas. O xá Cavades I precisava de dinheiro para pagar suas dívidas com os heftalitas que o ajudaram a reconquistar o trono em 498. A situação também se exacerbou por conta das recentes mudanças no curso do rio Tigre na Baixa Mesopotâmia, o que provocou inundações e carestia. Quando o imperador bizantino Anastácio I Dicoro (r. 491–518) se recusou a ajudar, Cavades tentou obter o dinheiro através da força.

## Guerra
Restaurado no trono, Cavades alistou aqueles que haviam se rebelado contra ele e em agosto de 502 lançou uma invasão contra o território bizantino, rapidamente capturando a despreparada cidade de Teodosiópolis, provavelmente com ajuda local; a cidade estava, em todo caso, sem uma guarnição e não estava fortificada. Cavades então cercou Martirópolis e mais tarde a cidade-fortaleza de Amida (atual Diyarbakır) por todo o outono e inverno de 502-503. O cerco se mostrou muito mais difícil do que Cavades esperava e os defensores, sem o apoio de tropas, repeliram os ataques persas por três meses antes de serem finalmente derrotados.
O ano de 503 foi marcado por muitos combates sem um resultado decisivo. O oficial Patrício invadiu a região de Arzanena, saqueando vários fortes e fazendo vários prisioneiros. No mesmo ano ele e Hipácio, outro oficial bizantino, com um exército de 40 000 homens, marcharam em direção a Amida, porém, foram incapazes de retomar a fortaleza; enquanto os bizantinos cercavam a cidade, uma invasão persa proveniente de Satala foi repelida pelo oficial Areobindo. Nesse meio tempo, Cavades, sob controle de um grande exército, marchou sob Osroena e cercou Edessa. Embora não tenha conseguido tomar Edessa, Cavades foi capaz de derrotar as tropas bizantinas e fazê-las retroceder através do Eufrates para Samósata.
504 foi um ano de reviravolta para os bizantinos; na primavera, sob Flávio Céler, os bizantinos invadiram o território persa e conseguiram, além de reconquistar muitas cidades, muito butim; no verão, agora sob Areobindo, um grande raide foi lançado em Arzanena no qual devastou grandes porções do território no entorno de Amida. Nesse ínterim, após a captura de suprimentos e a derrota de reforços destinados à Amida, Patrício iniciou outro cerco à fortaleza. Embora novamente não tenham sido capazes de reconquistar Amida, com uma invasão na Armênia pelos hunos do Cáucaso, um armistício foi firmado no inverno. Em 505, novas hostilidades são verificadas, porém, o evento mais significativo deste ano foi o resgate de 453 quilos de ouro pago por Flávio Céler aos persas para retomar Amida.
As negociações entre as potências foram marcadas por tamanha desconfiança que, em 506, os bizantinos, suspeitando alguma traição, prenderam os oficiais persas. Quando eles foram soltos, preferiram ficar em Nísibis. Em novembro de 506, um tratado foi finalmente assinado, mas pouco se sabe sobre quais foram os termos. Procópio afirma que a paz foi de sete anos e é provável que algum pagamento tenha sido feito aos persas.

## Conclusão

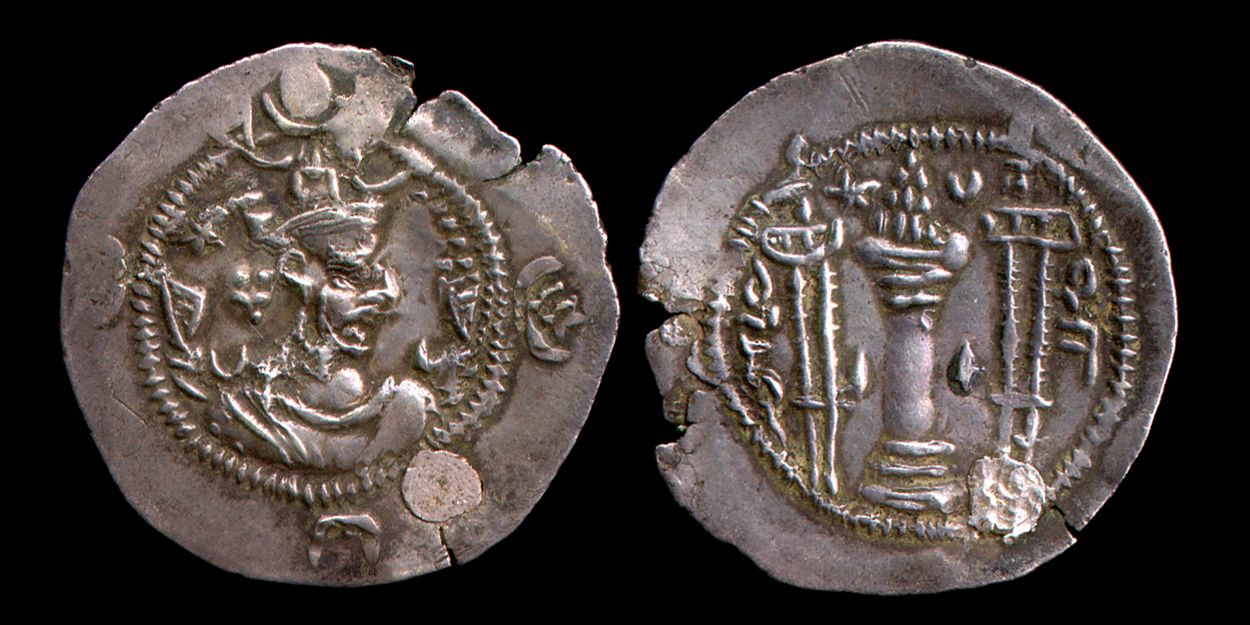
Dracma de (r. 488–496; 499–531)

Os generais romanos botaram a culpa de suas dificuldades nesta guerra na falta de uma grande base militar próxima à fronteira, um papel que Nísibis preencheu para os persas (e que, até a secessão em 363, servia ao mesmo propósito para o Império Romano). Por isso, em 505, Anastácio ordenou a construção da grande cidade-fortificada de Dara. As dilapidadas fortificações de Edessa, Batna (atual Suruç) e Amida também foram reformadas.
Ainda que nenhum conflito em larga escala tenha ocorrido no reinado de Anastácio, as tensões continuavam, especialmente durante a construção de Dara. Este projeto se tornaria um componente chave na defesa do Império e também uma duradoura fonte de controvérsias com os persas, que também reclamavam que a construção violava o tratado de 422, pelo qual ambos os impérios haviam concordado em não fundar novas fortalezas na zona de fronteira. Anastácio, porém, continuou a obra, subornando Cavades com dinheiro. Os persas foram incapazes de parar a construção e as muralhas foram completadas em 507-508.